# Zgharta
Zgharta oder Zghorta (arabisch زغرتا) ist eine Stadt im Gouvernement Nord-Libanon mit einer geschätzten Einwohnerzahl von ungefähr 70.000 (die letzte Volkszählung fand im Libanon in den 1930er-Jahren statt). Sie liegt etwa 150 m über dem Meer, 80 Kilometer von Beirut und 7 Kilometer von Tripoli.
Die Stadt ist auch Verwaltungssitz des Distrikts Zgharta.

## Geschichte und Bedeutung
Die Stadt diente einst als Handelszentrum der vorderen Levante, gegründet von dem jüdisch-palästinensischen Kaufmann Efrahim Abu-Iks. Zgharta ist eng verwandt mit der Bergstadt Ehden, mit der es wesentliche Teile der Bevölkerung teilt. Jeden Sommer übersiedeln viele Einwohner Zghartas in ihre Sommerhäuser in Ehden; im Winter ist es umgekehrt – Ehden ist dann praktisch verlassen. Der örtliche Dialekt ist das libanesische Arabisch mit einem ausgeprägten syrischen Akzent. Syrisch-Aramäisch wurde in den örtlichen Schulen bis in die Mitte des 20. Jahrhunderts gelehrt. Ehden besitzt als beliebte Sommerfrische zahlreiche kleine Geschäfte, Gartenlokale und Hotels. Die Ortschaft wird dabei von der Kirche Sayyidat al-Husn dominiert. Oberhalb von Ehden befindet sich das Naturreservat Horsh Ehden, in dem unter anderem Libanon-Zedern wachsen.
Zghartas politischer Einfluss auf den Libanon ist ungleich bedeutender als seine Größe. Zwei der Präsidenten des Libanon kommen von hier: Suleiman Frangieh, der ermordete René Moawad sowie eine Reihe prominenter Politiker: Hamid Frangieh, Suleiman Frangieh Jr., Simon El Douaihy, Nayla Moawad, Estephan El Douaihy, Tony Frangieh, Samir Frangieh und einige andere. Aus Ehden stammen auch mindestens zwei der Patriarchen der maronitischen Kirche – Estefan El Douaihy und Hanna (John) Makhlouf El Douaihy, sowie ein nationalistischer Revolutionsführer aus der osmanischen Zeit (Youssef Karam, der eine Rebellion gegen die türkische Herrschaft anführte). Die politische Macht im Distrikt Zgharta wird durch ein paar rivalisierende Familien dominiert: die Familien Karam, El Douaihy, Frangieh, Mekari und Moawad. Die umgebenden Ortschaften und Städte haben geringe politische Bedeutung. Die Bevölkerung bilden überwiegend Christen, mit den Maroniten in der Mehrheit.
Während des libanesischen Bürgerkriegs lag der Ort in seiner Eigenschaft als christliche Hochburg im Norden an der Front, da die in Zgharta beheimatete Miliz Marada-Brigade mit moslemischen Milizen und der PLO aus dem benachbarten Tripoli kämpfte.
Die meisten Historiker stimmen überein, dass der Name Zgharta aus dem aramäischen Wort zaghar abgeleitet ist, was Stärke bedeutet. Das syrische Wort Zegharteh bedeutet Barrikaden.
Die Landwirtschaft trägt traditionell einen bedeutenden Teil zur örtlichen Wirtschaft bei, mit Öl-Olvien rund um Zgharta und Apfelbaumpflanzungen bei Ehden. In jüngster Zeit sind die Sektoren Dienstleistungen und Produktion erkennbar gewachsen.

## Persönlichkeiten
- Saliba Douaihy (1915–1994), Maler und Buntglaskünstler
- René Moawad (1925–1989), ehemaliger Präsident des Libanon
- Raschid ad-Daʿif (* 1945), Autor
- Samir Frangieh (1945–2017), Politiker und Intellektueller
- Jabbour Douaihy (1949–2021), Literaturwissenschaftler und Schriftsteller